# Улыбин, Иван Константинович
Иван Константинович Улы́бин (1916—1979) —  гвардии сержант Рабоче-крестьянской Красной Армии, участник Великой Отечественной войны, Герой Советского Союза (1945).

## Биография
Иван Улыбин родился 5 мая 1916 года в крестьянской семье в посёлке Воронковском.
После окончания начальной школы проживал в селе Сосновское, работал в колхозе сначала рядовым колхозником, потом учётчиком тракторной бригады, затем счетоводом колхоза.
В 1940 году был призван на действительную службу в РККА, окончил полковую школу младших командиров.
22 июня 1941 года вступил в бои, неделю спустя его часть попала в окружение, из которого было решено выходить, разделившись на группы. В дальнейшем группа, в которой находился И. К. Улыбин, вошла в состав партизанского соединения А. Ф. Фёдорова. В апреле 1944 года часть партизанского соединения, в составе которой был И. К. Улыбин, вошла в состав действующей армии.
В дальнейшем он был назначен командиром отделения 25-го гвардейского стрелкового полка. С мая 1944 года — снова на фронтах Великой Отечественной войны.
К январю 1945 года гвардии сержант Иван Улыбин командовал отделением 25-го гвардейского стрелкового полка 6-й гвардейской стрелковой дивизии 13-й армии 1-го Украинского фронта. Отличился во время освобождения Польши. В период с 12 января по 1 февраля 1945 года отделение Улыбина одним из первых переправилось через Одер в районе Штейнау и приняло активное участие в боях захват и удержание плацдарма на его западном берегу, отразив большое количество немецких контратак.
Указом Президиума Верховного Совета СССР от 10 апреля 1945 года гвардии сержант Иван Улыбин был удостоен высокого звания Героя Советского Союза с вручением ордена Ленина и медали «Золотая Звезда».
День Победы встретил в Праге. После окончания войны он был демобилизован.
Вернулся в Сосновское, работал механизатором в колхозе. Скончался 20 марта 1979 года.

## Награды
Был также награждён рядом медалей.

## Память
В честь Улыбина названа улица в Сосновском, Воронково.